# Per-Erik Eklund
Pour les articles homonymes, voir Eklund.
Per-Erik Eklund (né le 22 mars 1963 à Stockholm) est un joueur professionnel suédois de hockey sur glace.

## Carrière en club
Formé au Stocksunds IF, il commence en senior en 1981 avec l'AIK IF. Il remporte l'Elitserien 1982 et 1984. Il est choisi en huitième ronde en 161e position par les Flyers de Philadelphie lors du repêchage d'entrée 1983 dans la Ligue nationale de hockey. En 1985, il part en Amérique du Nord et débute dans la LNH. Les Flyers s'inclinent 4 victoires à 3 en finale de la Coupe Stanley 1987 contre les Oilers d'Edmonton. Le 21 mars 1994, il est échangé aux Stars de Dallas en retour d'un choix de quatrième ronde au repêchage 1994 (Raymond Giroux). Après une saison avec Stars et plus de six cents matchs dans la LNH, il revient en Suède au Leksands IF. Il met un terme à sa carrière en 1999.

## Carrière internationale
Il a représenté la Suède. Il a participé aux Jeux olympiques de 1984 conclus par une médaille de bronze. Il est médaillé d'or au championnat du monde 1991 et d'argent en 1986, 1990 et 1995.

## Trophées et honneurs personnels
- Elitserien
  - 1984 : remporte le Guldpucken.
  - 1984 : élu dans l'équipe type.
  - 1995 : remporte le Guldhjälmen.
  - 1995 : meilleur pointeur.
  - 1995 : meilleur passeur.
  - 1995 : élu dans l'équipe type.
- Flyers de Philadelphie
  - 1991 : remporte le Trophée Bobby Clarke.

## Statistiques
Pour les significations des abréviations, voir Statistiques du hockey sur glace.

### En club
| Saison     | Équipe                 | Ligue      |     | Saison régulière | Saison régulière | Saison régulière | Saison régulière | Saison régulière |    | Séries éliminatoires | Séries éliminatoires | Séries éliminatoires | Séries éliminatoires | Séries éliminatoires |
| Saison     | Équipe                 | Ligue      | PJ  | B                | A                | Pts              | Pun              | PJ               | B  | A                    | Pts                  | Pun                  |                      |                      |
| 1981-1982  | AIK IF                 | Elitserien | 23  | 2                | 3                | 5                | 2                |                  |    |                      |                      |                      |                      |                      |
| 1985-1986  | Flyers de Philadelphie | LNH        | 70  | 15               | 51               | 66               | 12               | 5                | 0  | 2                    | 2                    | 0                    |                      |                      |
| 1986-1987  | Flyers de Philadelphie | LNH        | 72  | 14               | 41               | 55               | 2                | 26               | 7  | 20                   | 27                   | 2                    |                      |                      |
| 1987-1988  | Flyers de Philadelphie | LNH        | 71  | 10               | 32               | 42               | 12               | 7                | 0  | 3                    | 3                    | 0                    |                      |                      |
| 1988-1989  | Flyers de Philadelphie | LNH        | 79  | 18               | 51               | 69               | 23               | 19               | 3  | 8                    | 11                   | 2                    |                      |                      |
| 1989-1990  | Flyers de Philadelphie | LNH        | 70  | 23               | 39               | 62               | 16               | --               | -- | --                   | --                   | --                   |                      |                      |
| 1990-1991  | Flyers de Philadelphie | LNH        | 73  | 19               | 50               | 69               | 14               | --               | -- | --                   | --                   | --                   |                      |                      |
| 1991-1992  | Flyers de Philadelphie | LNH        | 51  | 7                | 16               | 23               | 4                | --               | -- | --                   | --                   | --                   |                      |                      |
| 1992-1993  | Flyers de Philadelphie | LNH        | 55  | 11               | 38               | 49               | 16               | --               | -- | --                   | --                   | --                   |                      |                      |
| 1993-1994  | Flyers de Philadelphie | LNH        | 48  | 1                | 16               | 17               | 8                | --               | -- | --                   | --                   | --                   |                      |                      |
| 1993-1994  | Stars de Dallas        | LNH        | 5   | 2                | 1                | 3                | 2                | 9                | 0  | 3                    | 3                    | 4                    |                      |                      |
| 1994-1995  | Leksands IF            | Elitserien | 32  | 13               | 36               | 49               | 12               | 2                | 0  | 1                    | 1                    | 4                    |                      |                      |
| 1995-1996  | Leksands IF            | Elitserien | 29  | 3                | 16               | 19               | 6                | 4                | 1  | 0                    | 1                    | 2                    |                      |                      |
| 1996-1997  | Leksands IF            | Elitserien | 36  | 6                | 15               | 21               | 10               | 9                | 2  | 5                    | 7                    | 4                    |                      |                      |
| 1997-1998  | Leksands IF            | Elitserien | 38  | 8                | 18               | 26               | 18               |                  |    |                      |                      |                      |                      |                      |
| 1998-1999  | Leksands IF            | Elitserien | 37  | 8                | 17               | 25               | 10               | 4                | 1  | 2                    | 3                    | 4                    |                      |                      |
| Totaux LNH | Totaux LNH             | Totaux LNH | 594 | 120              | 335              | 455              | 109              | 66               | 10 | 36                   | 46                   | 8                    |                      |                      |